# Robert E. Lee
Robert Edward Lee (19 tháng 1 năm 1807 – 12 tháng 10 năm 1870) là sĩ quan quân đội Hoa Kỳ, nổi tiếng vì ông nhận chức Đại tướng thống lãnh quân đội Liên minh miền Nam trong cuộc Nội chiến Hoa Kỳ (1861-1865).
Cha ông là Thống đốc Virginia Thiếu tướng Henry Lee III (biệt hiệu khinh kỵ Harry) (1756–1818). Gia đình dòng dõi Sir Thomas More và vua Scotland Robert II . Là sinh viên xuất sắc của Trường Võ bị West Point, Lee cầm quân suốt 32 năm, tham gia chiến tranh Hoa Kỳ - Mexico.
Đầu năm 1861, Lee phản đối Virginia ly khai chính phủ, nhưng đồng thời từ khước lời mời của tổng thống Hoa Kỳ Abraham Lincoln thống lãnh quân đội Liên bang miền Bắc. Sau đó, Lee quyết định theo ủng hộ quân nhà, ban đầu chỉ làm cố vấn quân sự cho tổng thống miền Nam Jefferson Davis. Tháng 6 năm 1862, Lee nhận chỉ huy các đội quân Liên minh miền Nam tại Mặt trận miền Đông và kết hợp các đơn vị thành Binh đoàn Bắc Virginia.
Trong giai đoạn đầu của cuộc chiến, tướng Lee thắng lớn tại trận Bull Run thứ nhì, trận Fredericksburg và trận Chancellorsville. Nhưng hai lần ông đem quân tấn công miền Bắc đều thất bại. Trong trận Antietam năm 1862 ông suýt bị thua và phải từ từ rút về. Năm sau, 1863, ông kéo quân đến đánh trận Gettysburg ở Pennsylvania và bị thảm bại. May cho ông là tướng miền Bắc George Meade không biết lợi dụng cơ hội đánh đuổi, nên Lee lại thoát được, chạy về Virginia.
Mùa xuân năm 1864, tướng miền Bắc Ulysses S. Grant kéo quân đánh miền Nam và dần dần tỉa mòn lực lượng của tướng Lee. Trong hai chiến trận Overland và Petersburg, tuy tướng Lee gây nhiều thiệt hại cho quân miền Bắc, quân của ông cũng tổn thất và không phục hồi lực lượng kịp cho các trận đánh tiếp theo. Đầu tháng 4 năm 1865, tướng Lee bắt đầu kéo tàn quân chạy về thủ phủ Richmond, Virginia. Tướng Lee bị buộc phải đầu hàng tướng Grant trong trận Appomattox ngày 9 tháng 4 năm 1865. Tuy quân miền Nam vẫn còn một số lực lượng rải rác khắp nơi, tin tướng Lee và binh đoàn Bắc Virginia đầu hàng là một tổn thất tinh thần khủng khiếp cho Liên minh miền Nam. Hai tháng sau, toàn thể lực lượng miền Nam phải buông súng và quân miền Bắc chiến thắng, kết thúc cuộc Nội chiến Hoa Kỳ.
Tướng Robert E. Lee được quân sử Hoa Kỳ ca ngợi là vị tướng dụng binh tài tình và táo bạo, tuy quân số của ông kém đối phương rất nhiều, ông vẫn có khả năng đánh thắng hoặc cầm cự lâu dài. Nhưng nhiều người cũng cho rằng ông là hiếu thắng để thất bại trong hai lần Bắc Chinh.
Trong những tháng cuối của nội chiến, tướng Lee cho dân nô lệ nhập ngũ để tăng cường lực lượng nhưng đã quá trễ. Sau khi ông đầu hàng, tướng Lee ra lời khuyên binh sĩ miền Nam còn ẩn núp khắp nơi đừng tạo chiến tranh du kích công phá chính phủ miền Bắc và ông kêu gọi ủng hộ hòa bình Nam-Bắc.
Trong thời hậu chiến, Robert E. Lee làm hiệu trưởng trường cao đẳng và ủng hộ Tổng thống Hoa Kỳ Andrew Johnson trong chương trình tái thiết đất nước và hòa giải giữa các vùng đối địch nhau. Ông đồng thời chống đối chính sách cực đoan cho nô lệ vừa được trả tự do quyền bầu cử và tước quyền bầu cử của những người theo Liên minh miền Nam khi trước. Ông khuyên nhóm chính trị Liên minh miền Nam suy tính lại vị thế của mình và tham gia chính phủ toàn quốc.
Tướng Robert E. Lee là một anh hùng quân đội của miền Nam Hoa Kỳ và sau khi ông mất, ngay cả những người miền Bắc cũng phải thán phục ông. Robert E. Lee được công nhận là một biểu tượng cao đẹp trong quân sự Hoa Kỳ.